# 瓦力
瓦 力（かわら つとむ、1937年〈昭和12年〉4月1日 ‐ 2013年〈平成25年〉1月13日）は、日本の政治家。位階は正三位。旧姓は戸島。
衆議院議員（12期）、防衛庁長官（第45・62・63代）、建設大臣（第65代）、内閣官房副長官（政務担当・鈴木善幸内閣）、自由民主党国会対策委員長（第38代）を歴任した。

## 来歴・人物
石川県七尾市出身。石川県立七尾高等学校、中央大学法学部卒業。
益谷秀次の秘書を経て地盤を後継。いわゆる防衛族議員とされる。岳父は元カワラ金属社長の瓦辰二。
1988年、潜水艦なだしお事件の責任をとって防衛庁長官を引責辞任する。辞任の翌日から日本中の三十数遺族すべてを線香を持って訪ね歩いた。
1992年12月、総裁・宮澤喜一の下自民党国会対策委員長に就任。
第2次橋本改造内閣で建設大臣、小渕第2次改造内閣、第1次森内閣で防衛庁長官を務めた。
第44回衆院選において、党は瓦を比例単独候補とし、選挙区候補を輪島市選出の県議会議員である北村茂男とするコスタリカ方式を打診した。瓦は反発し一時無所属での出馬も検討したが、党本部による比例名簿上位の確約により受諾した。第45回衆院選への引退表明の際、石川県第3区に自身と同じ自民党から立候補した北村を「後継候補として認めない」旨発言し支援しないことを表明、さらに選挙戦中に第3区民主党新人候補の近藤和也と握手する姿を披露するなどしたため物議を醸した。
2013年1月13日午後1時30分、肺炎のため石川県七尾市の病院で死去。75歳没。歿後七尾市名誉市民。
愛称は「りきさん」であり、公式ウェブサイトでは本名の「かわら・つとむ」ではなく、「かわら・りき」と称していた。

## 略歴
- 1960年（昭和35年）3月 - 中央大学法学部卒。
- 1972年（昭和47年）12月 - 衆議院議員当選。
- 1977年（昭和52年）1月 - 衆議院議事進行係。
- 1978年（昭和53年）12月 - 労働政務次官。
- 1980年（昭和55年）7月 - 内閣官房副長官（鈴木善幸内閣）。
- 1983年（昭和58年）12月 - 衆議院大蔵委員長。
- 1986年（昭和61年）1月 - 衆議院建設委員長。
- 1987年（昭和62年）11月 - 防衛庁長官（竹下登内閣）就任。政務次官は中大法学部の後輩高村正彦（翌年のなだしお事件で引責辞任）。
- 1990年（平成2年）

3月 - 衆議院安全保障特別委員長就任。
- 1992年（平成4年）12月 - 自民党国会対策委員長就任。
- 1993年（平成5年）7月18日 - 第40回衆議院議員総選挙（旧石川2区・自民党公認）8期目当選。
- 1997年（平成9年）9月11日 - 建設大臣（第2次橋本改造内閣）就任。
- 1999年（平成11年）10月5日 - 防衛庁長官（小渕第2次改造内閣）就任。
- 2000年（平成12年）4月5日 - 防衛庁長官（第1次森内閣）再任。
- 2002年（平成14年）

4月 - 衆議院武力攻撃事態への対処に関する特別委員長就任。
10月 - 衆議院国家基本政策委員長就任。
- 2005年（平成17年）4月1日 - 裁判官弾劾裁判所裁判長就任。
- 2009年（平成21年）

7月21日 - 第45回衆議院議員総選挙に出馬せず引退することを表明。
11月 - 平成21年秋の叙勲において旭日大綬章を受ける。
- 2013年（平成25年）1月13日 - 肺炎のため死去。歿時付けで正三位。

## 選挙歴
| 当落 | 選挙                   | 執行日         | 年齢 | 選挙区       | 政党       | 得票数     | 得票率 | 定数 | 得票順位 /候補者数 | 政党内比例順位 /政党当選者数 |
| ---- | ---------------------- | -------------- | ---- | ------------ | ---------- | ---------- | ------ | ---- | ------------------ | ---------------------------- |
| 当   | 第33回衆議院議員総選挙 | 1972年12月10日 | 35   | 旧石川2区    | 自由民主党 | 6万2897票  | 29.57% | 3    | 1/5                | /                            |
| 当   | 第34回衆議院議員総選挙 | 1976年12月05日 | 39   | 旧石川2区    | 自由民主党 | 5万9605票  | 26.85% | 3    | 2/6                | /                            |
| 当   | 第35回衆議院議員総選挙 | 1979年10月07日 | 42   | 旧石川2区    | 自由民主党 | 5万9868票  | 28.39% | 3    | 1/5                | /                            |
| 当   | 第36回衆議院議員総選挙 | 1980年06月22日 | 43   | 旧石川2区    | 自由民主党 | 5万8686票  | 26.80% | 3    | 1/7                | /                            |
| 当   | 第37回衆議院議員総選挙 | 1983年12月18日 | 46   | 旧石川2区    | 自由民主党 | 5万7829票  | 28.24% | 3    | 1/4                | /                            |
| 当   | 第38回衆議院議員総選挙 | 1986年07月06日 | 49   | 旧石川2区    | 自由民主党 | 8万8629票  | 46.07% | 2    | 1/3                | /                            |
| 当   | 第39回衆議院議員総選挙 | 1990年02月18日 | 52   | 旧石川2区    | 自由民主党 | 7万4675票  | 32.60% | 2    | 1/5                | /                            |
| 当   | 第40回衆議院議員総選挙 | 1993年07月18日 | 56   | 旧石川2区    | 自由民主党 | 7万7693票  | 40.40% | 2    | 1/4                | /                            |
| 当   | 第41回衆議院議員総選挙 | 1996年10月20日 | 59   | 石川3区      | 自由民主党 | 9万2820票  | 45.45% | 1    | 1/4                | /                            |
| 当   | 第42回衆議院議員総選挙 | 2000年06月25日 | 63   | 石川3区      | 自由民主党 | 13万3667票 | 72.39% | 1    | 1/4                | /                            |
| 当   | 第43回衆議院議員総選挙 | 2003年11月09日 | 66   | 石川3区      | 自由民主党 | 10万2864票 | 58.09% | 1    | 1/3                | /                            |
| 当   | 第44回衆議院議員総選挙 | 2005年09月11日 | 68   | 比例北陸信越 | 自由民主党 |            |        | 11   | /                  | 2/5                          |

## 関係団体
- 日韓議員連盟（副会長）
- みんなで靖国神社に参拝する国会議員の会（前会長）
- 日米平和・文化交流協会、安全保障議員協議会（会長）
- 公益社団法人隊友会（会長、2004年～2012年）